# Livia Kosaka
Lívia Simone Kosaka é uma ex-jogadora brasileira de tênis de mesa. Ela recebeu a medalha de bronze nos Jogos Pan-Americanos de 1995, na modalidade de duplas mistas.

## Carreira
Lívia começou a jogar tênis de mesa na infância. Em 1984, participou da 1º Taça Câmara Municipal de Suzano de Tênis de Mesa, em Suzano, São Paulo, ficando em 1º lugar da categoria pré-pré-mirim feminino.
Em janeiro de 1993, disputou o I Campeonato Mundial da Juventude em Tóquio, no Japão. Sua irmã Lyanne também participou deste campeonato. Em abril, participou do I Gran Prix de Tênis de Mesa do Rio. Em maio, disputou o 42º Campeonato Mundial, em Lufthansa, Alemanha.
Participou dos Jogos Pan-Americanos de 1995, em Mar del Plata, na Argentina, onde disputou o tênis de mesa, integrando a equipe brasileira junto com Lyanne Kosaka, Monica Doti, e Valesca Eugênio Maranhão, Carlos Issamu Kawai, Cláudio Mitsuhiro Kano, Hugo Hoyama e Sylnei Fernando Yuta.
Na modalidade de duplas mistas, jogou ao lado de Hugo Hoyama. Nas quartas-de-final, derrotaram a dupla de também brasileiros Lyanne Kosaka e Carlos Kawai. Na semi-final, perderam para os canadenses Horatio Pintea e Geng Lijuan, que ganharam a competição. Assim, Lívia conquistou a medalha de bronze.
Em 1998, disputou os Jogos Sul-Americanos de tênis de mesa, em Cuenca, no Equador. Na modalidade de duplas femininas, fez par com Ligia Santos, e conquistou a medalha de ouro.

## Vida pessoal
É irmã da também mesa-tenista Lyanne Kosaka, com quem competiu nos pan-americanos de 1995. Nesse mesmo evento, conheceu o atleta brasileiro Alyson Yamaguti, atleta de taekwendo, com quem se casou cinco anos depois.